# Enrique Gorostieta Velarde
Enrique Gorostieta Velarde (Monterrey, 18 settembre 1890 – Atotonilco el Alto, 2 giugno 1929) è stato un generale messicano che prese parte alla Rivoluzione messicana, e, successivamente, divenne comandante dell'Esercito cristero durante la Guerra Cristera.

## Biografia

### Primi anni e carriera militare
Nacque a Monterrey da una famiglia di origini basche. Era figlio di Enrique Gorostieta González, un avvocato e politico, e di María Velarde Valdéz-Llano, che oltre a Enrique ebbero due figlie Eva María Valentina e Ana María, e un figlio Nicolás Gorostieta, che come il fratello intraprese la carriera militare, raggiungendo il grado di colonnello.
Nel 1906 si arruolò, frequentando l'Eroico Collegio Militare (Heroico Colegio Militar) di Chapultepec da cui uscì nel 1911 come ufficiale d'artiglieria. Prestò servizio dalla fine del governo di Porfirio Díaz fino alla salita al potere di Victoriano Huerta, e prese parte alla difesa di Veracruz del 1914, occupata dall'esercito degli Stati Uniti, e prese parte alle battaglie della Rivoluzione messicana, durante le quali fu promosso generale di brigata, nello stesso 1914, divenendo il più giovane generale dell'esercito di Huerta. Con la caduta del regime di Huerta, fuggì dal Messico, andandosi a rifugiare a Cuba e poi negli Stati Uniti d'America.
Fece ritorno in Messico nel 1921, probabilmente a causa della morte del padre, e non continuò la carriera militare ma divenne un produttore di sapone, lavoro che tuttavia trovava noioso e cercò così di tornare alla vita militare.
Il 22 febbraio 1922, sposò Gertrudis Lasaga Sepúlveda da cui ebbe quattro figli: Enrique, che morì dopo appena un anno di vita, Enrique che portava lo stesso nome del primogenito, Fernando, e Luz María, ma di essi rimangono solo alcune fotografie.

### Guerra cristera
Nel 1927, la Lega Nazionale per la Difesa Religiosa (Liga Nacional de Defensa Religiosa - LNDR), un'organizzazione nata nel 1925 in risposta alle politiche anticlericali del presidente Plutarco Elías Calles, propose al generale Gorostieta di porsi al comando dell'Esercito cristero, un esercito di ribelli cattolici che fu creato per combattere i militari del presidente Calles. La Lega assoldò Gorostieta per le sue doti militari, e anche per essere uomo molto religioso. Nel passato, si diceva che Gorostieta fosse ateo e massone, cosa ormai dimostrato falso. Venne così assoldato con un contratto che prevedeva uno stipendio mensile di 3.000 pesos (che era più di quanto percepiva un generale dell'Esercito Federale) e l'assicurazione che la Lega avrebbe provveduto al sostentamento della famiglia del generale nel caso questi fosse morto.
Gorostieta riuscì a portare organizzazione e disciplina militare in un'insurrezione fino a quel momento disorganizzata. Da quando prese il comando dell'Esercito cristero, gli insorti riuscirono a sconfiggere l'Esercito federale in tutte le regioni in cui era presente: Jalisco, Michoacán, Colima e Zacatecas.
Gorostieta morì il 2 giugno 1929, a seguito di un'operazione di intelligence del governo messicano che fece infiltrare un agente federale nella cerchia di Gorostieta e che informò il governo della posizione del generale e quindi ordinò una rapida azione militare a Atotonilco el Alto. Gorostieta fu ucciso, solo 19 giorni prima della fine delle ostilità, in seguito agli accordi che la Chiesa cattolica stipulò con il nuovo presidente Emilio Portes Gil  con la mediazione dell'ambasciatore americano Dwight Morrow.

## Influsso cinematografico
Nel film Cristiada (2012) diretto da Dean Wright, si narra l'insorgenza dei cristeros incentrandola sulla figura del generale Gorostieta interpretato da Andy García.